# Johan Esaias Waaranen
Johan Esaias Waaranen (född Tortberg), född 2 mars 1834 i Björneborg, död 11 oktober 1868 på Lappvikens mentalsjukhus utanför Helsingfors, var en finländsk historiker.
Waaranen blev student 1852, promoverades 1857 till filosofie magister och vistades för historiska forskningar i Sverige och Danmark 1858-59. Sedan han 1860 avlagt filosofie licentiatexamen och promoverats till doktor, utnämndes han 1862 till docent i historia vid Helsingfors universitet. 1862-67 var han i Moskva sysselsatt med att samla arkivmaterial till Finlands historia.
Waaranen utgav Öfversigt af Finlands tillstånd i början af sjuttonde seklet (akademisk avhandling, 1860), Landtdagen i Helsingfors 1616 och Finlands dåvarande tillstånd (akademisk avhandling, 1862) och Samling af urkunder rörande Finlands historia (3 delar, 1863-66), som fortsattes med 2 delar (1874, 1878) av finska statsarkivet utifrån Waaranens efterlämnade papper. Samlingen innehåller huvudsakligen aktstycken ur svenska riksregistraturet för åren 1600-18. I "Suomi" publicerade Waaranen 1859 Några historiska urkunder från åren 1541-1721.